# Vannucci
Vannucci är ett efternamn med flera alternativa stavningar.
I Sverige fanns den 31 december 2013 6 personer med efternamnet Vannucci. Ingen person hade namnet som förnamn.

## Personer
- Atto Vannucci (1808–1883), italiensk berättare och professor
- Damiano Vannucci (1977–), fotbollsspelare från San Marino
- Perugino (1448–1523), egentligen Pietro Vannucci
- Ronnie Vannucci, Jr. (1976–), amerikansk rocktrummis

## Alternativa stavningar
Efternamnet kan också stavas Vannucchi och Vannuchi. Inget av dessa alternativ finns registrerat i Sverige som efternamn.